# Klukowa Huta
Klukowa Huta/Klëkòwô Hëta is een plaats in het Poolse district  Kartuski, woiwodschap Pommeren. De plaats maakt deel uit van de gemeente Stężyca en telt 561 inwoners.